# Damastes decoratus
Damastes decoratus är en spindelart som först beskrevs av Simon 1897.  Damastes decoratus ingår i släktet Damastes och familjen jättekrabbspindlar.
Artens utbredningsområde är Madagaskar. Inga underarter finns listade i Catalogue of Life.